# Zac Goldsmith
Zac Goldsmith (* 20. ledna 1975, Londýn, Anglie) je britský politik, od května 2010 poslanec.
25. října 2016 rezignoval na funkci poslance za Konzervativce, na protest proti vládnímu rozhodnutí své strany rozšířit letiště Heathrow. Sám Goldsmith hlasitě kritizoval možné rozšíření letiště a považoval vládní odklepnutí za katastrofické pro obyvatele žijící na pozemcích, nebo v těsné blízkosti navrhované čtvrté ranveje letiště.

## Biografie
Studoval na Eton College; poté pracoval v letech 1998 až 2006 jako šéfredaktor časopisu The Ecologist.